# Orne
Orne (IPA: [ɔʁn]) a 83 eredeti département egyike, amelyeket a francia forradalom alatt 1790. március 4-én hoztak létre.

## Fekvése
Franciaország északnyugati részén, Alsó-Normandia régiójában található megyét keletről Eure-et-Loir, délről Sarthe és Mayenne, nyugatról Calvados és Manche, északról pedig Eure megyék határolják.

## Települések
A megye legnagyobb városai 2011-ben:

| Település          | Népesség |
| ------------------ | -------- |
| Alençon            | 26 300   |
| Flers              | 15 356   |
| Argentan           | 14 369   |
| L’Aigle            | 7 975    |
| La Ferté-Macé      | 4 093    |
| Mortagne-au-Perche | 4 210    |
| Sées               | 4 446    |
| Vimoutiers         | 3 807    |
| Domfront           | 3 830    |

## Galéria

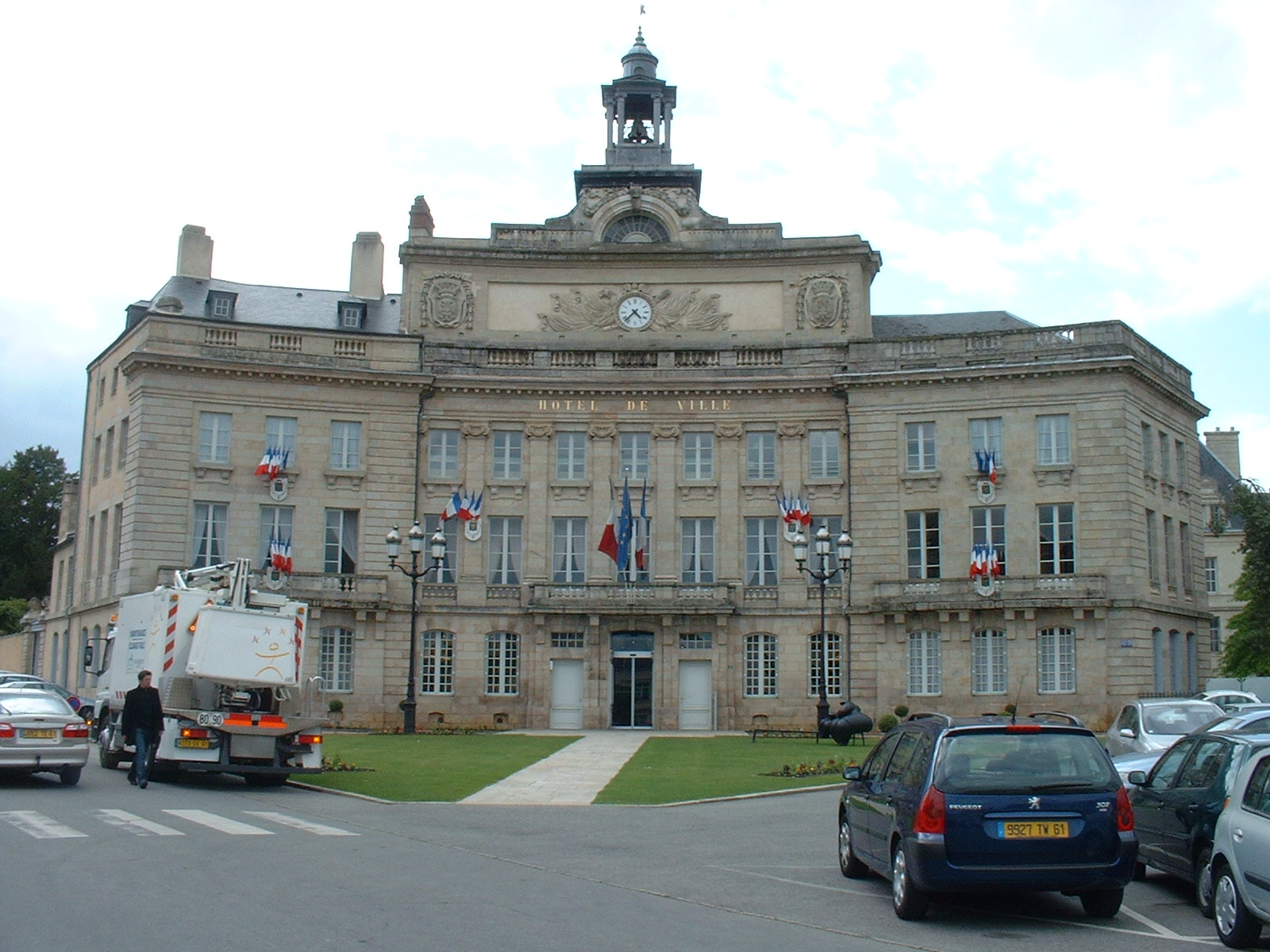
Alençon
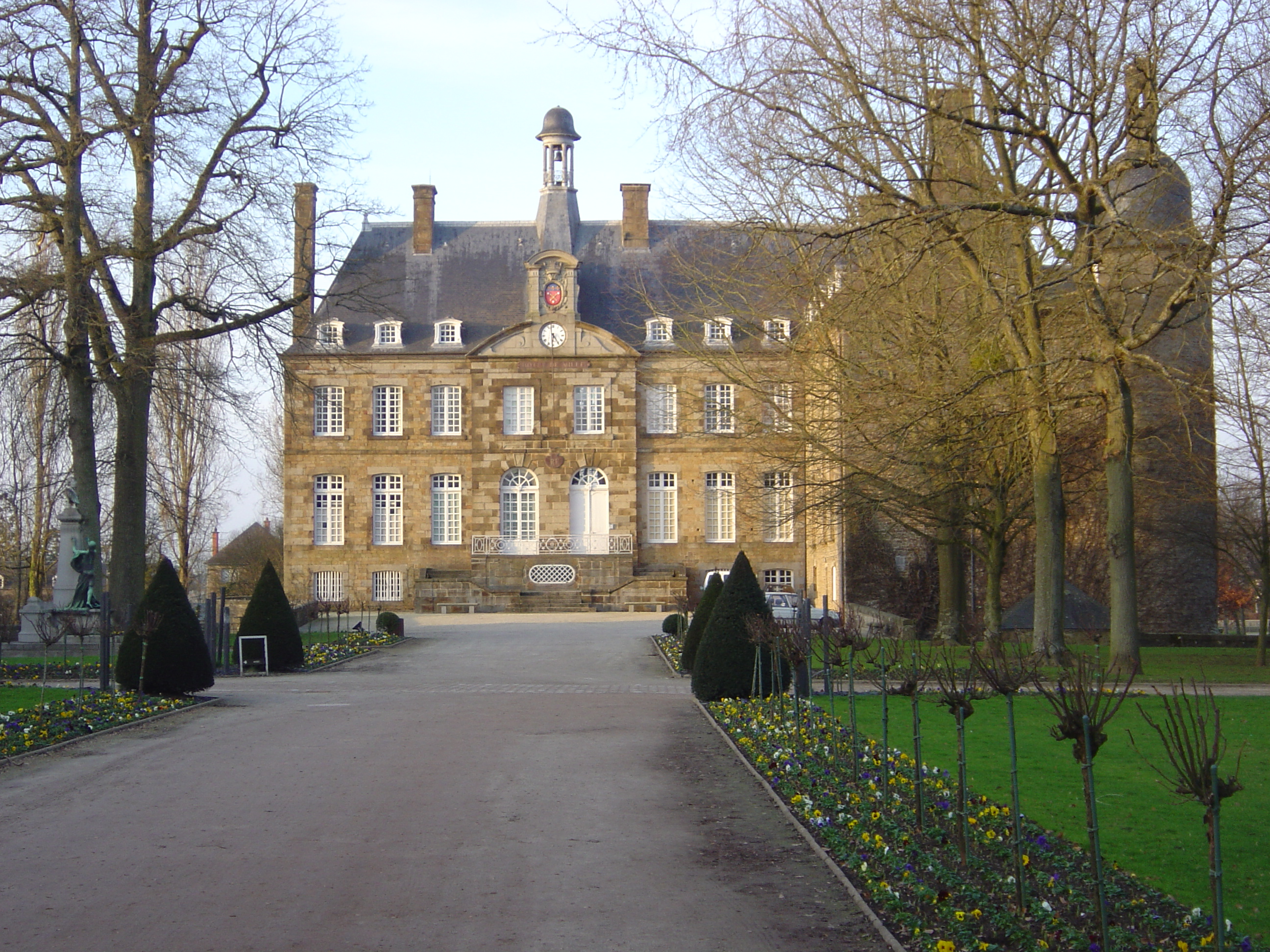
Flers
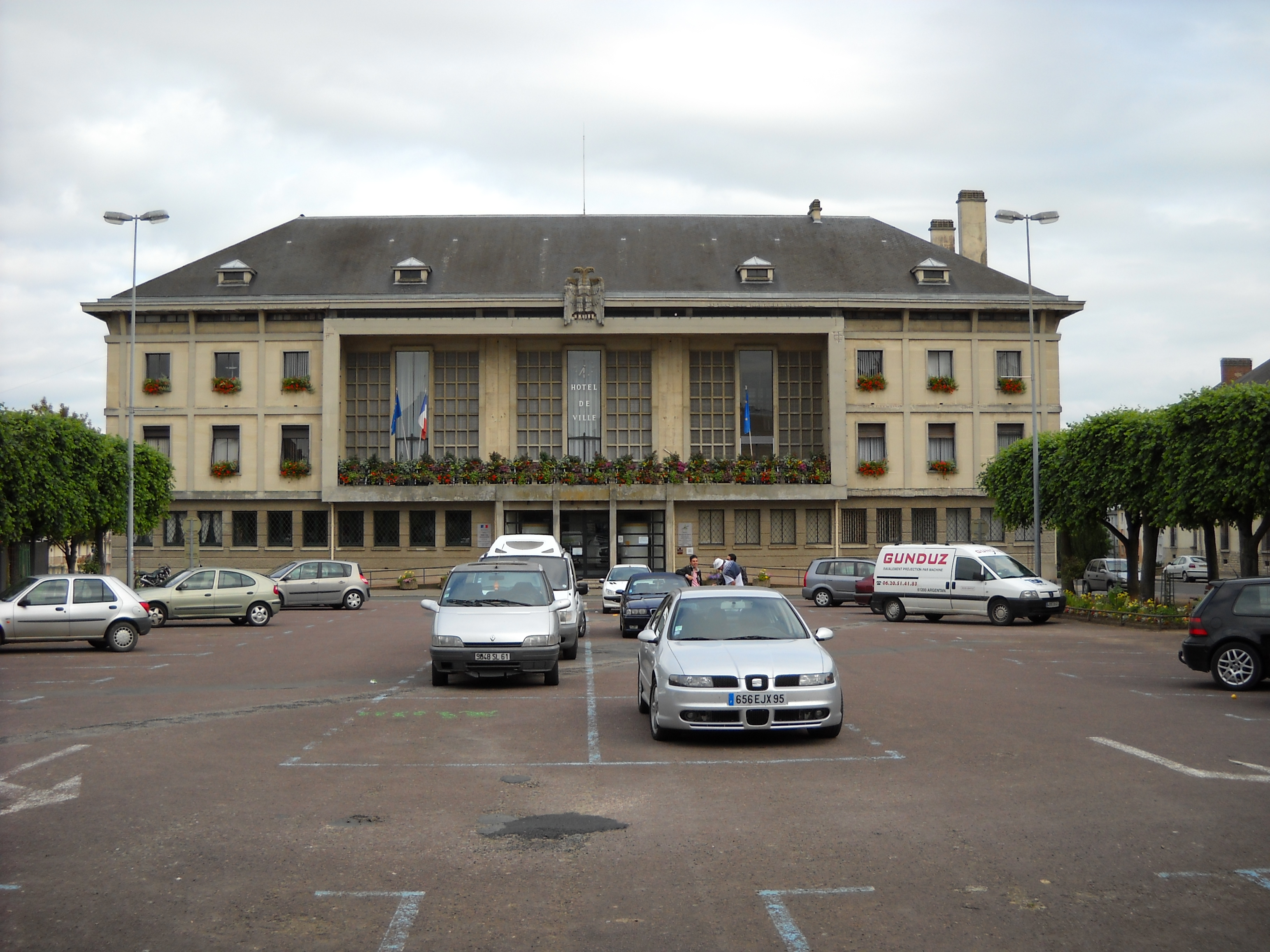
Argentan
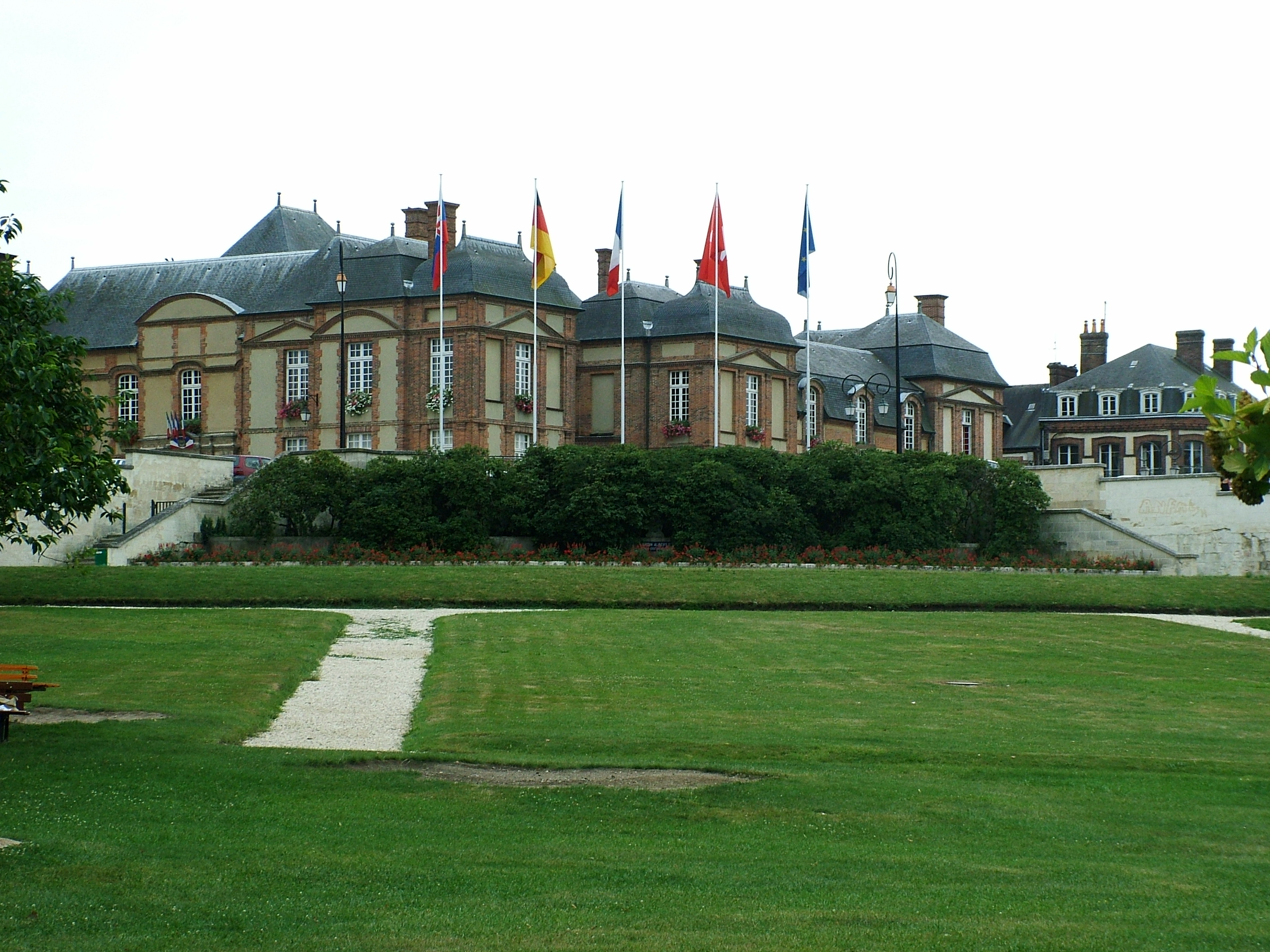
L'Aigle